# ويست بوينت (جورجيا)
ويست بوينت (بالإنجليزية: West Point, Georgia)‏ هي مدينة تقع في مقاطعة تراوب، جورجيا و مقاطعة هاريس، جورجيا بولاية جورجيا في الولايات المتحدة. تبلغ مساحة هذه المدينة 11.8 (كم²)، وترتفع عن سطح البحر 173 م، بلغ عدد سكانها 3382 نسمة في عام 2010 حسب إحصاء مكتب تعداد الولايات المتحدة.

## أعلام
- درو فيرغسون
- دوروثي كيربي

## وصلات خارجية
- www.cityofwestpointga.com
- Cities & Counties - Georgia.gov